# Хобот, Манфред
Хо́бот, Ма́нфред (Manfred Chobot) (род. 3 мая 1947, Вена) — австрийский писатель, член писательской организации Grazer Autorenversammlung и Podium.

## Краткая биография
В молодости успешно занимался плаванием: в 1965 году был чемпионом страны на дистанции 200 метров баттерфляем. Свой спортивный опыт позднее описал в поэтической книге Sportgedichte (1989). В 1966 г. поступил на инженерный факультет Венского университета, но ушел из него, не окончив полного курса, так как увлекся работой (фрилансером) в музыкально-литературной редакции австрийской общественная телерадиокомпании ORF. В 1971—1975 гг. — член рабочей группы австрийских книгоиздателей. В эти же годы он входит в круг таких писателей, как Эльфрида Елинек, Эрнст Яндль, Фридерика Майрёккер, Михаэль Шаранг, Хайди Патаки, Эльфрида Герстль, Петер Гениш, Густав Эрнст, Фридрих Хан, Райнхард Вегерт, Томас Нортхоф, Райнхард Присниц, Вильгельм Певни и др. Основал литературный журнал «Астма», но из-за проблем с властями смог выпустить только шесть номеров. В 1971 году совместно с супругой Дагмар Хобот открыл галерею Yppen, позже переименованную в галерею Chobot и в 1984 году переехал в Домгасс.
В 1977—1982 гг. — редактор театрального журнала «Новые дороги», в 1991 −2004 гг. — редактор серии «Австрийская поэзия» в издательстве Грасла (Баден) (выпуски 51-100). Длительное время сотрудничал с журналом Buchkultur в качестве обозревателя, в 1982 году участвовал в движении «Художники за мир». В 1990 году совместно с Рольфом Швендтером и другими организовал «Первый венский театра чтения и Второй экспромт-театр». В 1984—2005 гг. — редактор ежегодного альманаха «День поэзии», который бесплатно рассылался по школам. С января 1994 по апрель 2005 года — председатель литературного объединения «Подиум». В период с 1995 по 2002 год регулярно и продолжительное время находился на Гаваях (о. Мауи). Там были написаны две книги: «Мауи ловит солнце: гавайские мифы» (2001) и «Алоха: письма с Гаваев» (2008).

## Творчество
Свою первую книгу «Новые авторы» выпустил в 1972 г. в издательстве Jugend & Volk. Опубликовал 12 сборников поэзии, 26 сборников прозы, две повести, два фотоальбома, две книги для детей, 50 радиопьес. Выступил редактором более 20 книг. В своих произведениях в основном поднимает темы восприятия маргинальной культуры. Произведения писателя переведены на английский, французский, испанский, словацкий, чешский, польский, болгарский, украинский и бенгальский языки. Принимал участие в международных фестивалях поэзии в Словакии, Литве, Испании, Ирландии, Израиле, Румынии, Словакии, Колумбии, Тайване, Никарагуа, Чехии, Швейцарии, Перу, Люксембурге.

## Семья
- С 1968 года женат на Дагмар Хобот.

## Основные произведения последних лет[4]
- Die Erinnerung Preisgeben. Abandoning the Memory. Gedichte von/Poems by Malfred Chobot. Bilder von/Pictures by Helga Cmelka. Comfusibombus, 2017
- Franz — Eine Karriere. 13 Erzählungen. Mit einem Vorwort von Ulf Birbaumer. Löcker Verlag, Wien 2017. ISBN 978-3-85409-846-1
- Nur fliegen ist schöner. Ausgewählte Gedichte, Hg. und mit einem Vorwort von Beppo Beyerl. Löcker Verlag, Wien 2017. ISBN 978-3-85409-847-8
- Gedichte von Manfred Chobot. Deutsch / Bangla. Übersetzung ins Bangla von Aminur Rahman. Adorn Books, Dhaka 2017. ISBN 978-984-20-0526-8
- Die Briefe der Hausmeisterin Leopoldine Kolecek. Illustrationen von Alfred Hrdlicka. Löcker Verlag, Wien 2015. ISBN 978-3-85409-772-3.
- Das Killer-Phantom. 36 Mini-Krimis. Löcker Verlag, Wien 2015. ISBN 978-3-85409-768-6.
- Doktor Mord. 52 Mini-Krimis. Löcker Verlag, Wien 2015. ISBN 978-3-85409-749-5.
- Libůstka sí libuke (gefallen gefällt). Gedichte in tschechischer Übersetzung (Překlad) Tereza Semotamová. Větrné mlýny, Brno (Brünn) 2015. ISBN 978-80-7443-121-0.
- Straßen des vergänglichen Ruhms. Dichter auf dem Wiener Stadtplan (mit Beppo Beyerl). Löcker Verlag, Wien 2014. ISBN 978-3-85409-709-9.
- Mich piekst ein Ameisenbär. Weltgeschichten. Löcker Verlag, Wien 2013. ISBN 978-3-85409-688-7.
- Der Wiener Brunnenmarkt oder wie man in der eigenen Stadt verreist. Fotos von Petra Rainer. Metroverlag, Wien 2012. ISBN 978-3-99300-079-0.
- Lebenslänglich Wichtelgasse. Erkundungen aus Wien. Löcker Verlag, Wien 2012. ISBN 978-3-85409-633-7.
- Gefallen gefällt. Gedichte. Art Science, St. Wolfgang 2012. ISBN 978-3-902864-08-6.
- Versuch den Blitz einzufangen. Roman. Limbus Verlag, Innsbruck 2011. ISBN 978-3-902534-51-4.
- Der Tag beginnt in der Nacht. Eine Erzählung in Träumen. Sonderzahl Verlag, Wien 2011. ISBN 978-3-85449-346-4.
- Der Bart ist ab. SMS-Roman (ca. 700 SMS, als pdf per Download). Limbus, Innsbruck 2010.

## Награды
- Премия Венского художественного фонда (1972)
- Награда Фонда Теодора Кёрнера (1976)
- Премия Венского художественного фонда (1977)
- Приз палаты труда Верхней Австрии (1981)
- Премия за книгу «Крокодилы не плачут» (1985)
- 2-я премия на литературном конкурсе BEWAG (1987)
- Премия за стихи о спорте (1989)
- Премия Макса фон дер Грюна (1991)
- Премия за книгу «Я тебя и ты меня тоже» (1991)
- Премия Нижней Австрии (1992)
- Премия за книгу «Римские элегии» (2000)
- Литературная премия Бургенланда (2006)
- 3-я премия литературном конкурсе поэзии BEWAG (2007)
- Литературная премия Катхак (2017, Дакка, Бангладеш)[5]
- Золотой Почётный знак «За заслуги перед Веной» (2019)[6]